# Purge du parti Baas irakien en 1979
La purge du parti Baas irakien de 1979 (arabe: تطهير حزب البعث) ou massacre des camarades était une purge publique du parti Baas irakien orchestrée le 22 juillet 1979 par le président de l'époque, Saddam Hussein six jours après son arrivée à la présidence de la République irakienne le 16 juillet 1979.
Six jours après la démission du président Ahmed Hassan al-Bakr et l'accession de Hussein au poste de président de la République irakienne, secrétaire régional du parti et président du Conseil du commandement révolutionnaire le 16 juillet 1979, il organisa une conférence Baas en juillet dans la salle Al-Khuld à Bagdad pour mener une campagne d'arrestations et d'exécutions incluant des camarades baasistes, accusés d'avoir participé à un complot de baasistes pro-syrien visant à renverser Saddam Hussein.
La liste comprenait la plupart des camarades qui se sont opposés à l'accession au pouvoir de Saddam Hussein après Al-Bakr, parmi lesquels se trouvait le secrétaire de l'ancien président, Muhyi Abdul-Hussein Mashhadi . Les noms des personnes ont été annoncés et elles ont été emmenées hors de la salle pour être exécutées. La propagande baasiste de l'époque montrait qu'ils avaient été reconnus coupables de complot et de haute trahison envers le parti. L'Irak a par la suite rompu ses relations avec le régime baasiste de Syrie, accusant Hafez al-Assad d'avoir organisé le complot.

## Arrière-plan

### Pourparlers d'unification Syrie-Irak
Diverses séries de pourparlers d'unification étaient en cours entre les deux partis baasistes au niveau officiel, le vice-président irakien Saddam Hussein approuvant publiquement la fusion de l'Irak et de la Syrie en 1978. À cette époque, Saddam était devenu le leader effectif du Baas en raison des problèmes de santé du président irakien Ahmed Hassan al-Bakr. L'une des revendications majeures de Saddam était l'unification des ailes syrienne et irakienne du parti Baas, comme première étape vers l'intégration de la Syrie à l'Irak. Il a également demandé la réhabilitation de Michel Aflaq, qui figurait sur la liste des personnes à tuer du parti Baas syrien, et faire d'Aflaq le chef d'un parti Baas réunifié. Il a été rapporté que le président syrien Hafez al-Assad s'est opposé à ces demandes et s'est fermement opposé à l'idée d'un commandement militaire unifié.

## Démission d'al-Bakr
Le 11 juillet 1979, Ahmed al-Bakr, malade, annonce sa démission avant une réunion du Conseil de commandement révolutionnaire (CCR) et son intention de transférer la présidence à Saddam Hussein. Radio Free Europe, du gouvernement américain, a affirmé en 2003 qu'il s'agissait d'un « coup d'État » orchestré par Saddam qui avait contraint le président malade à prendre sa retraite « pour des raisons de santé ».
Le membre du CCR Muhyi Abdul-Hussein Mashhadi s'est farouchement opposé à la démission d'al-Bakr au cours de la session et a exhorté al-Bakr à prendre des vacances temporaires sans transférer le pouvoir à son successeur, une proposition qui a été refusée par Al-Bakr. Cela avait éveillé les soupçons à l'égard de Saddam Hussein, le numéro deux irakien devenu président le 16 juillet 1979. Lors d'une assemblée de la direction du parti convoquée le 22 juillet, Saddam a organisé une purge contre l'aile militaire du parti Baas qu'il avait accusé de collaborer avec la Syrie pour renverser le régime irakien,.

## Événements
Saddam Hussein avait organisé en toute hâte une réunion des dirigeants du parti Baas le 22 juillet. Lors du rassemblement qu'il a ordonné par vidéo il a affirmé avoir découvert une cinquième colonne au sein du parti Baath socialiste arabe . Le leader baathiste Abdul Hussein, brisé après des jours de torture physique et sous la menace d'exécuter sa famille, a avoué avoir joué un rôle de premier plan dans une conspiration soutenue par le parti Baas syrien contre Saddam Hussein et a présenté les noms de 68 accusés impliqués dans l'affaire de conspiration. Ils ont été expulsés de la pièce un par un au fur et à mesure de leur convocation et de leur détention. Après avoir lu la liste, Saddam a félicité ceux qui étaient encore présents dans la salle pour leur loyauté passée et future. Les personnes arrêtées lors de la réunion ont ensuite été jugées et reconnues coupables de trahison. 22 d'entre eux ont été condamnés à mort, ceux qui ont conservé leurs armes ont reçu l'ordre d'exécuter leurs camarades,

## Conséquences
Les détails des événements ont été rendus publics le 28 juillet 1979 et les médias irakiens ont commencé à accuser la Syrie de soutenir le prétendu complot. Les baasistes syriens ont répondu en niant toute relation avec les putschistes. Le 8 août, l'agence de presse irakienne a annoncé que vingt et un des vingt-deux Irakiens avaient été exécutés par un peloton d'exécution pour « leur part dans un complot visant à renverser le nouveau président irakien ». Le vingt-deuxième homme a été condamné à mort par contumace car il était « introuvable », a indiqué l'agence. Une cassette de l'assemblée et des exécutions a été distribuée dans tout le pays. Peu de temps après, début août 1979, Hussein se rendit sur le balcon de la résidence présidentielle à Bagdad pour informer « une foule de 50 000 partisans scandant qu'il venait d'assister au châtiment que le tribunal d'État avait ordonné à 21 de ces hommes : ils avaient été exécutés ». par un peloton d'exécution. La foule a applaudi.
Les événements ont conduit à une rupture complète des liens entre les gouvernements baasistes de Syrie et d'Irak. La conclusion personnelle de Hussein, qu'il a transmise au président syrien Assad, était que les baasistes syriens « étaient profondément impliqués dans le complot », bien qu'il ait continué à fournir à la Syrie le soutien financier initialement proposé lors du sommet de la Ligue arabe de 1978. Cet accord a finalement été interrompu en 1980, avec le déclenchement de la guerre Iran-Irak, au cours de laquelle Assad s'est ouvertement aligné sur l'Iran, incitant l'Irak à l'accuser de trahison du panarabisme.
Une note secrète de 1981 adressée au parti Baas syrien ont en outre démontré la division entre les deux nations, Assad déclarant que la politique syrienne était de prolonger « la guerre à un degré qui facilitera le remplacement de Saddam » et d'installer un Front nationaliste irakien pro-syrien en Irak. La Syrie continuera à soutenir les partis d'opposition irakiens pendant des décennies, y compris le Parti islamique Dawa pro-iranien.
L'Irak a à son tour soutenu le Front national pour la libération de la Syrie arabe, une coalition de factions d'opposition syriennes qui comprenait des baasistes syriens pro-irakiens et des Frères musulmans syriens, qui s'opposaient au parti Baas syrien dominé par les Alaouites. Elle a également soutenu les révoltes islamiques en Syrie après 1980. Les relations entre les deux pays sont restées tendues jusqu'au renversement de Saddam Hussein lors de l'invasion américaine en 2003.